# الدرع الخيرية 1998
الدرع الخيرية 1998 (بالإنجليزية: 1998 FA Charity Shield)‏ هو الموسم 76 من  الدرع الخيرية. أقيم بتاريخ 9 أغسطس 1998، والذي يشرف على تنظيمه الاتحاد الإنجليزي لكرة القدم، وفاز فيه نادي أرسنال.